# Сазды (Актюбинская область)
Сазды́ (каз. Сазды) — бывшее село в Актюбинской области Казахстана. Находилось в подчинении городской администрации Актобе. В 2018 году стало жилым массивом города Актобе в составе Астанинского административного района. Бывший административный центр и единственный населённый пункт Саздинского сельского округа. Находится на левом берегу реки Сазды примерно в 20 км к юго-западу от центра города Актобе. Код КАТО — 151041100.

## Население
В 1999 году население села составляло 1674 человека (826 мужчин и 848 женщин). По данным переписи 2009 года в селе проживало 2437 человек (1210 мужчин и 1227 женщин).